# International Chemical Identifier
Der IUPAC International Chemical Identifier (InChI, ausgesprochen "Intschie"), (englisch: Internationale chemische Bezeichnung der IUPAC) ist ein chemischer Strukturcode, der es ermöglicht, ein Molekül in eine standardisierte Zeichenkette zu übersetzen. Davon abgeleitet ist die Kurzform InChIKey. Mit beiden können dann Datenbanken oder das Internet leichter durchsucht werden.
Der Code wurde im Zeitraum von 2000 bis 2004 von der IUPAC und dem NIST entwickelt und stellt das digitale Pendant der IUPAC-Nomenklatur für jede bestimmte chemische Verbindung dar. Neben der Hauptschicht wird die chemische Struktur durch fünf Schichten von Information definiert – Konnektivität, Tautomerie, Isotopie, Stereochemie und Formalladung.
Der InChI-Algorithmus wandelt eingegebene Strukturinformation in einem dreistufigen Prozess in die Identifikationszeichenfolge – Normalisierung (Entfernung redundanter Information), Kanonisierung (Erstellung eines eindeutigen Satzes von Atomkennungen), Serialisierung (Anordnung der Information in eindeutiger Reihenfolge) um. Die Software und das Format sind zwar markenrechtlich geschützt, jedoch als freie Software unter der LGPL veröffentlicht.

## Beispiele

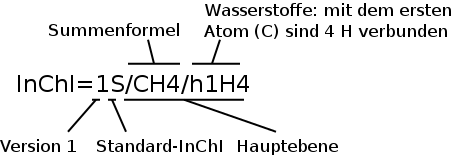
Erklärung der InChI-Notation von Methan

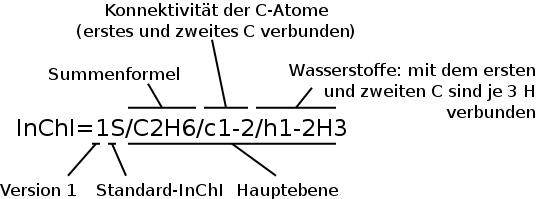
Erklärung der InChI-Notation von Ethan

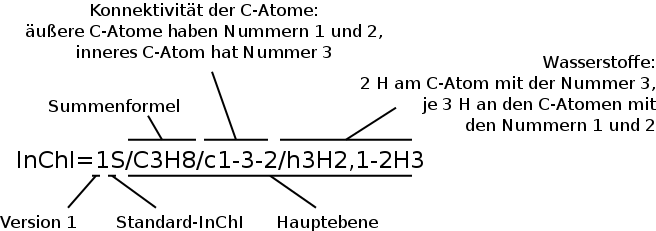
Erklärung der InChI-Notation von Propan

| CH4 Methan       | InChI=1S/CH4/h1H4                                                        |
| CH3CH2OH Ethanol | InChI=1/C2H6O/c1-2-3/h3H,2H2,1H3                                         |
| L-Ascorbinsäure  | InChI=1/C6H8O6/c7-1-2(8)5-3(9)4(10)6(11)12-5/h2,5,7-10H,1H2/t2-,5+/m0/s1 |

## Schichten
Es gibt sechs InChI-Schichten:
1. Hauptschicht
2. Ladungsschicht
3. Stereochemieschicht
4. Isotopschicht
5. fixierte-H-Schicht
6. „Reconnected Layer“

## Sub-Schichten
Jede Schicht kann sich in Sub-Schichten (untergeordnete Schichten) spalten. Beispielsweise kann sich die Hauptschicht in drei Sub-Schichten spalten:
1. Chemische Formel (kein Präfix)
2. Atomverbindung (Präfix: „c“)
3. Wasserstoffatome (Präfix: „h“)

## Notation
Schicht und Sub-Schichten sind jeweils durch ein „ / “ voneinander abgegrenzt. Alle Schichten und Sub-Schichten mit Ausnahme der Chemische-Formel-Subschicht der Hauptschicht beginnen mit einem Kleinbuchstaben, der den Informationstyp der Schichten angibt.